# Tomé
Pour les articles homonymes, voir Tomé (homonymie).
Tomé est une ville et une commune du Chili faisant partie de la province de Concepción, elle-même rattachée à la région du Biobío.

## Géographie
la commune de Tomé fait partie de Grand Concepción, la conurbation de la mégalopole chilienne Concepción. Elle est située au bord de l'Océan Pacifique à 409 kilomètres à vol d'oiseau au sud-sud-ouest de la capitale Santiago et à 37 kilomètres au nord de Concepción capitale de la région du Biobío.

## Démographie
En 2012, la population de la commune s'élevait à 54 770 habitants. La superficie de la commune est de 111 km2 (densité de 18 hab./km2).

## Histoire
Les premiers habitants s'installent sur le territoire de la commune en 1835. En 1850 Tomé est désigné comme le chef-lieu du département de Coelemu. En 1866 le port de Tomé est bombardé par la flotte espagnole durant le conflit entre l'Espagne et le Chili. Une usine textile s'installe sur le site en 1865. Tomé acquiert le statut de ville en 1885 et devient une commune en 1891. Tomé est desservi par le chemin de fer (ligne Chillán - Conception) à compter de 1914. La desserte ferroviaire sera interrompue en 1985 pour des raisons budgétaires à l'instigation du gouvernement Pinochet. Le 27 février 2010 la commune est ravagée par un violent séisme et le tsunami qui le suit. Celui-ci fait 18 morts dans la station balnéaire Dichato et détruit une grande partie des immeubles.

## Économie
L'économie était basé sur l'industrie textile (transformation de la laine de mouton) mais la principale entreprise a cessé ses activités en 2010. L'autre secteur économique important est la pêche et l'industrie agro-alimentaire associée à cette activité. Tomé dispose de plusieurs stations balnéaires réputées dont Dichato.

Position de Tomé (en rouge) au sein de la Région du Biobío.